# Бегство в Варенн

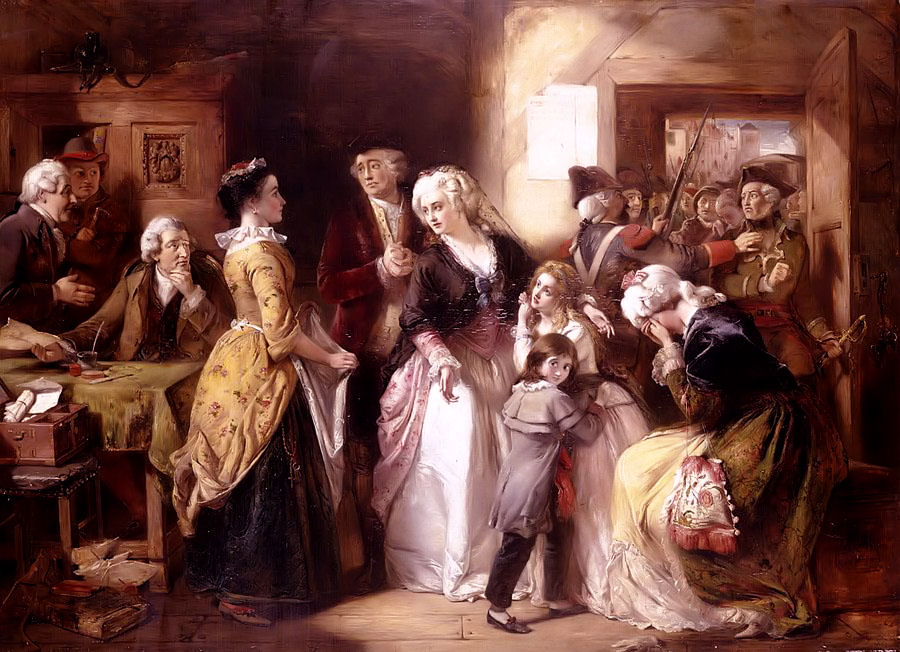
Арест Людовика XVI и его семьи, переодетых в буржуа. Томас Ф. Маршалл (1854)

Бегство в Варенн (или Варенское бегство) 20—21 июня 1791 года — эпизод Французской революции, безуспешная попытка короля Людовика XVI и его семьи бежать из революционного Парижа и добраться до лагеря роялистов в Монмеди. Явившись подтверждением предательства со стороны короля, это событие сыграло большую роль в развитии революции, укреплении республиканских идей и установлении Первой французской республики.

## Предыстория
После событий 5 октября 1789 года король и его семья были по сути пленниками в парижском дворце Тюильри под пристальным присмотром Лафайета, командующего Национальной гвардии. Отъезд королевской семьи из Парижа постоянно обсуждался в окружении короля. Наконец, Людовик XVI поручил организацию бегства из Тюильри одному из приближённых Марии-Антуанетты Акселю фон Ферзену. Задача состояла в том, чтобы добраться до крепости Монмеди, в которой находился один из участников плана побега маркиз де Буйе, командующий войсками Мёза, Саара и Мозеля. Цепочка неудач привела к провалу плана и дискредитации короля, что в дальнейшем было использовано сторонниками установления республики.
Король, с момента его вынужденного переселения в Тюильри желавший уехать из Парижа, долгое время откладывал отъезд из страха вызвать гражданскую войну. Наконец, два события побудили его выполнить своё намерение. Первым из этих двух событий была смерть Мирабо (2 апреля 1791), использовавшего своё влияние на революционеров, чтобы втайне оказывать услуги королю. Фон Ферзен писал о его смерти: «Это большая потеря, поскольку он работал для них [королевской семьи]». Вторым событием стала так называемая «неконституционная пасха» (18 апреля 1791). Король, не согласный с гражданским устройством духовенства, не желал проводить Пасху в революционной столице и хотел, как в предшествующем году, уехать на это время в Сен-Клу. Однако толпа, «стихийно» собравшаяся на площади Каррузель, не дала уехать королевским каретам. Лишь вмешательство Лафайета и Байи позволило королевской семье вернуться во дворец Тюильри.

## План побега
Первые признаки подготовки бегства относятся к сентябрю 1790 года. Первоначальный план бегства принадлежал, очевидно, епископу Памье Жозефу-Матьё д’Агу: «покинуть свою тюрьму в Тюильри и уехать в то место на границе, где командует месье де Буйе. Там король соберёт войска, которые остались верны ему и постарается вернуть остальной свой народ, сбитый с толку мятежниками». Лишь в случае невыполнения этого плана следовало обратиться за помощью к «союзникам», то есть императору Священной Римской империи.

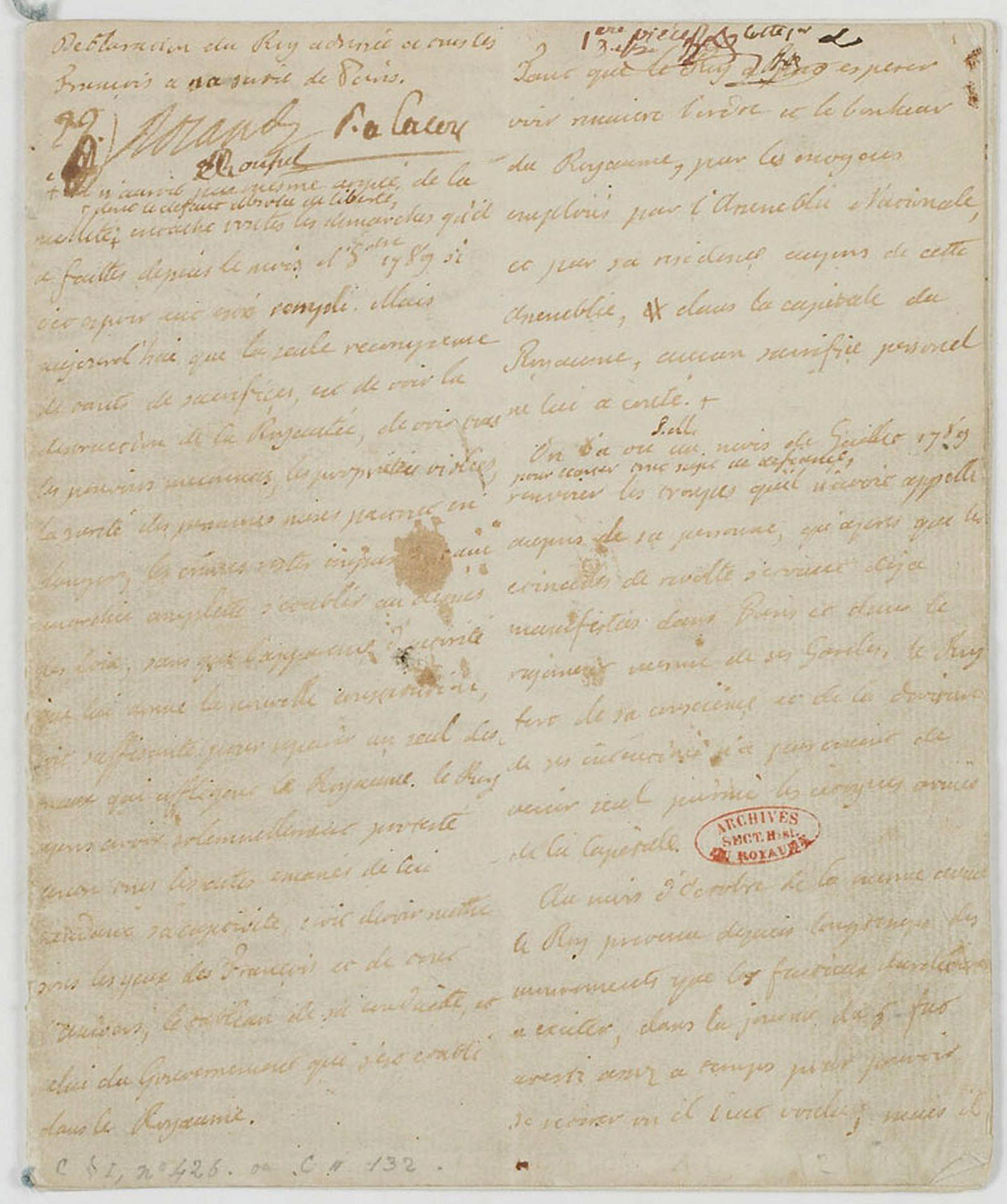
Автограф воззвания Людовика XVI к французам при его отъезде из Парижа 20 июня 1791 года (Национальные архивы Франции — AE-II-1218)

Король, который оставил за собой руководство этой операцией, называемой им «поездка в Монмеди», назначил ответственными за её организацию следующих лиц:
- епископ Памье, «инициатор плана побега»
- Аксель фон Ферзен, «интентант»
- Жозеф Дюрюэ и Жан-Батист Турто де Сетёй, «банкиры»
- генерал де Буйе, «военный»
- барон де Бретейль, «дипломат»
- граф Мерси-Аржанто, «посредник с императором».
- Пьер-Жан де Бурсе, кавалер ордена Святого Людовика, бывший камердинер умершего дофина
- Николя де Мальбек, маркиз де Бриже (1715—1795), кучер кареты при её отъезде из Тюильри[5]

## Побег из Парижа
По мнению историка Андре Кастело, скрытно покинуть Тюильри представляло собой непростую задачу. Во дворце ночевал многочисленный персонал. Национальные гвардейцы Лафайетта, лично отвечавшего за короля, оставались бдительными. Организовать отъезд королевской семьи взялись Аксель фон Ферзен и барон де Бретейль, которые заручились поддержкой шведского короля Густава III.
Гувернантка дофина, маркиза де Турзель, взяла на себя роль русской баронессы, королева и сестра короля Елизавета играли роли гувернантки и няньки соответственно, король — камердинера, а королевские дети — дочерей баронессы. Около полуночи королевская семья покинула дворец Тюильри. Ферзен настаивал на использовании двух лёгких экипажей, которые могли бы относительно быстро преодолеть 300-километровый путь до Монмеди. Однако для этого королевской семье пришлось бы разделиться, поэтому Людовик и Мария-Антуанетта решили использовать тяжёлую и заметную карету, запряжённую шестью лошадьми.

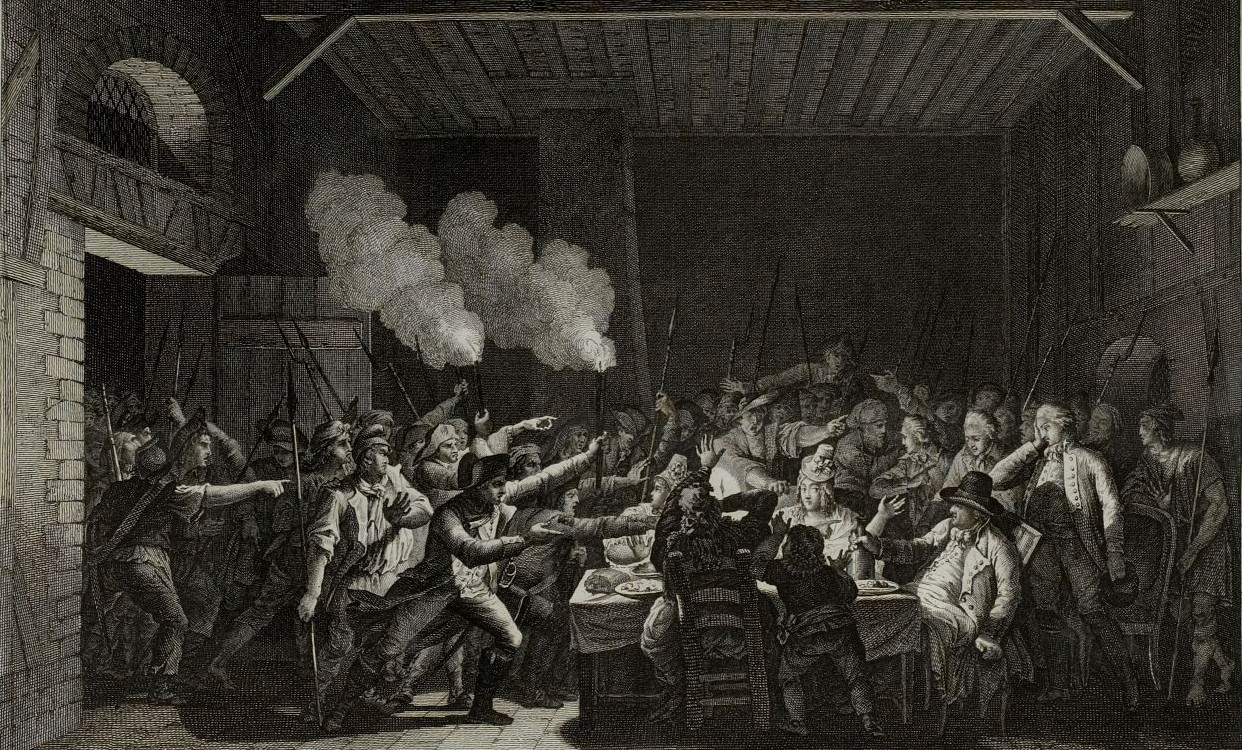
Арест Людовика XVI и его семьи

## Арест и возвращение в Париж

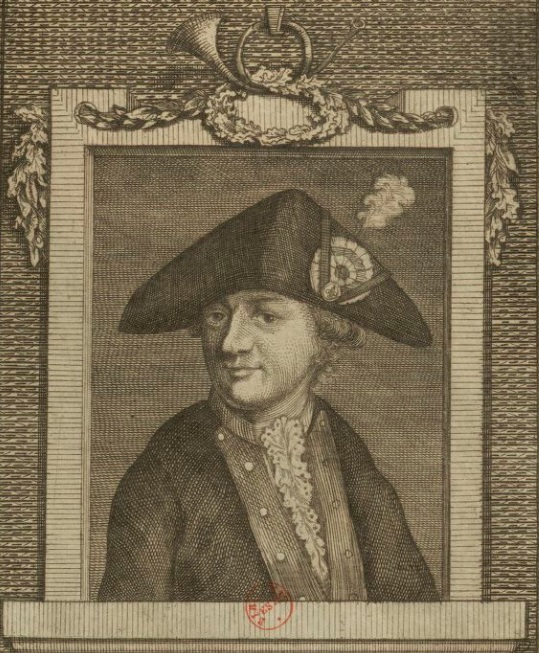
Жан-Батист Друэ, узнавший королевскую семью

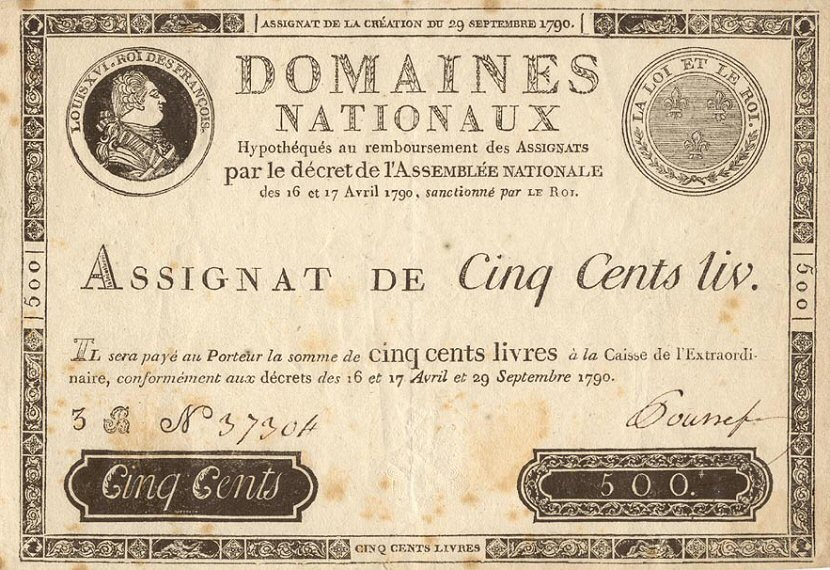
Друэ узнал короля благодаря его профилю на ассигнатах

Из-за совокупности нескольких обстоятельств — медленного продвижения, просчётов по времени, отсутствия секретности и необходимости починки сломанной кареты — побег королевской семьи был сорван. Сам Людовик разговаривал на отвлечённые темы с местными крестьянами, пока меняли лошадей в Фромантьере, а Мария-Антуанетта отдала серебряные блюда услужливому местному чиновнику в Шантри. По некоторым свидетельствам, в Шалоне горожане приветствовали королевскую карету аплодисментами, но знали ли они кто в ней едет точно неизвестно. Наконец, Жан-Батист Друэ, почтмейстер Сент-Мену, узнал короля по его портрету, напечатанному на ассигнатах. Семь кавалерийских отрядов, размещённых вдоль предполагаемого маршрута для охраны короля, покинули свои посты или были отвлечены подозрительными толпами прежде, чем большая и медленно двигающаяся карета достигла их. В результате король и его семья были арестованы в городе Варенн, в 50 километрах от пункта назначения, сильно укреплённой роялистской цитадели Монмеди.
Навсегда останется загадкой, была ли армия де Буйе настолько многочисленной и надёжной, чтобы изменить ход революции и сохранить монархию.

## Возвращение и заключение в дворце Тюильри

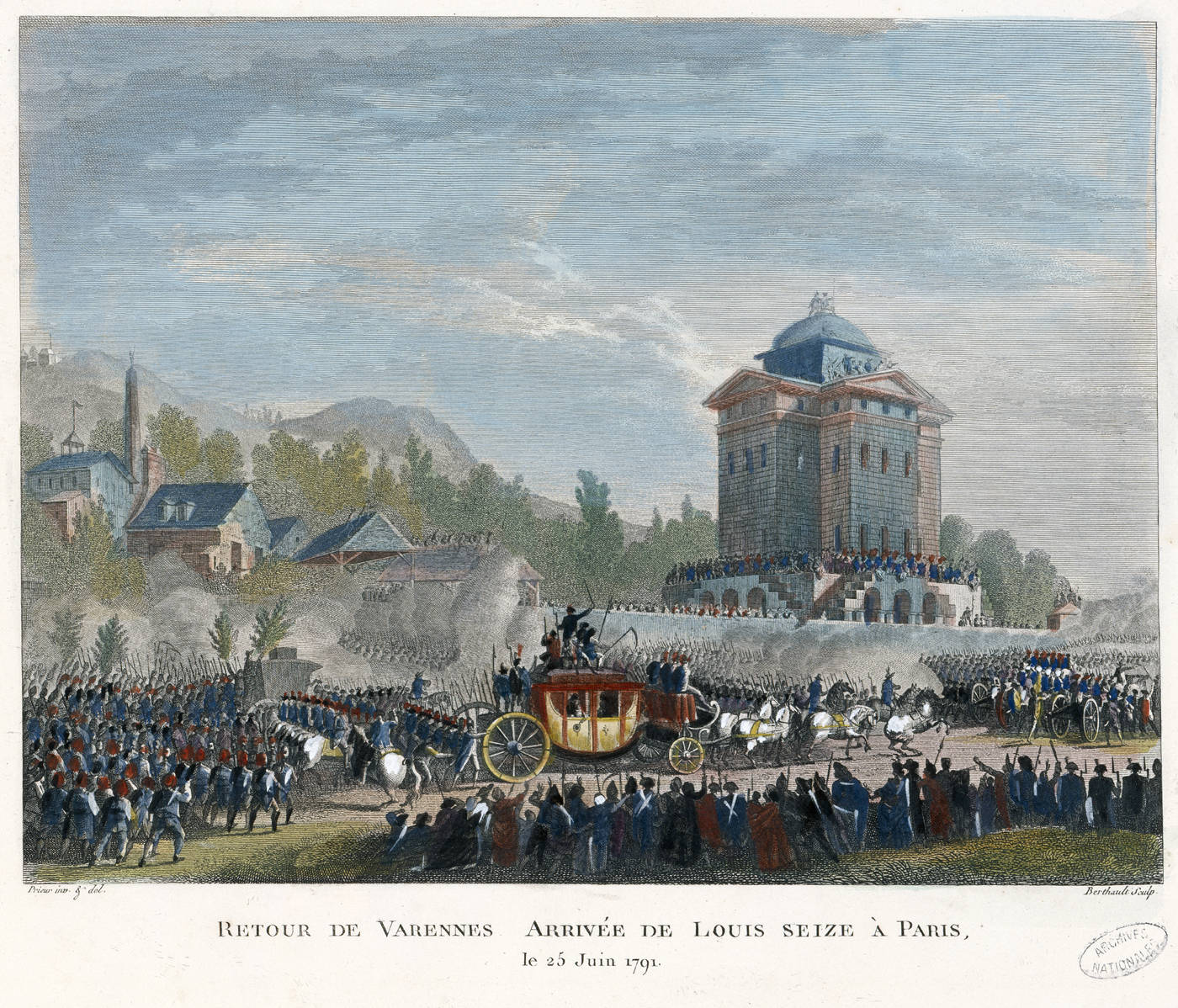
Возвращение королевской семьи в Париж 25 июня 1791 года. Раскрашенная гравюра по картине Жана-Луи Приёра

Когда королевская семья наконец вернулась под охраной в Париж, революционная толпа встретила королевский экипаж непривычной тишиной. Королевская семья была помещена в дворце Тюильри. С этого момента отмена монархии и установление республики становились всё более вероятными. Авторитет короля как конституционного монарха был серьёзно подорван попыткой побега.
После их возвращения национальное Учредительное собрание решило, что королю можно вернуть власть, если он согласится с конституцией. Однако различные фракции в Париже, такие как кордельеры и якобинцы, были резко против, что привело к демонстрации протеста на Марсовом поле; правительство расстреляло её, убив около 50 человек.
С осени 1791 года король связывал свои надежды на спасение с сомнительными перспективами иностранной интервенции. В то же время он поощрял фракцию жирондистов в Законодательном собрании в их политике войны с Австрией, ожидая, что французская военная катастрофа проложит путь к восстановлению его королевской власти. По настоянию Марии-Антуанетты Людовик отверг совет умеренных конституционалистов во главе с Антуаном Барнавом претворить в жизнь все положения Конституции 1791 года, которую он поклялся соблюдать. Вместо этого он стал тайно придерживался политики контрреволюции.

## Последствия
Неудачная попытка побега короля встревожила многих европейских монархов, которые опасались, что революция распространится на их страны и приведёт к нестабильности за пределами Франции. Отношения между Францией и её соседями, и без того натянутые из-за революции, ещё больше ухудшились после того, как некоторые страны призвали к войне против революционного правительства.
Начало войны с Австрией в апреле 1792 года и публикация манифеста прусского полководца Карла Вильгельма Фердинанда Брауншвейгского угрожали Парижу уничтожением, если королевская семья снова окажется под угрозой. Узнав об этом, парижские радикалы 10 августа 1792 года штурмовали дворец Тюильри. Это событие ознаменовало конец монархии.
Штурм Тюильри, в свою очередь, привёл к приостановке полномочий короля Законодательным собранием и провозглашению 21 сентября Первой Французской республики. В ноябре в Тюильри было найдено доказательство тайной переписки Людовика XVI с покойным революционным политиком Мирабо и его контрреволюционных интриг с другими странами. Теперь уже нельзя было делать вид, что реформы Французской революции были проведены по доброй воле короля. Некоторые республиканцы призвали к его смещению, другие — к суду за предполагаемую измену. 3 декабря было решено, что Людовик XVI, который вместе с семьей был заключён в Тампле с августа, должен предстать перед судом за измену. Он дважды, 11 и 23 декабря, выступал перед Национальным конвентом.
Людовик был осуждён и 21 января 1793 года отправлен на гильотину. Девять месяцев спустя Мария-Антуанетта была также признана виновной в государственной измене и обезглавлена 16 октября.

## В культуре

### Фильмография
- Новый мир (Ночь в Варенне) — художественный фильм (1982, режиссёр Этторе Скола).
- «В тот день всё изменилось» (телесериал, эпизод «Побег Людовика XVI») / Ce jour-là, tout a changé (L'Évasion de Louis XVI) — художественно-документальный телефильм Арно Селиньяка, впервые показан на «France 2» 24 февраля 2009 года. Фильм основан на гипотезе, что бегство было задумано, чтобы вести переговоры с Законодательным собранием о новой конституции для Франции.
- Ночь в Варенне (фр. La Nuit de Varennes) — 14-я серия в телесериале «Камера исследует время[фр.]», авторы Стеллио Лоренци, Андре Кастело и Ален Деко.